# 頓阿

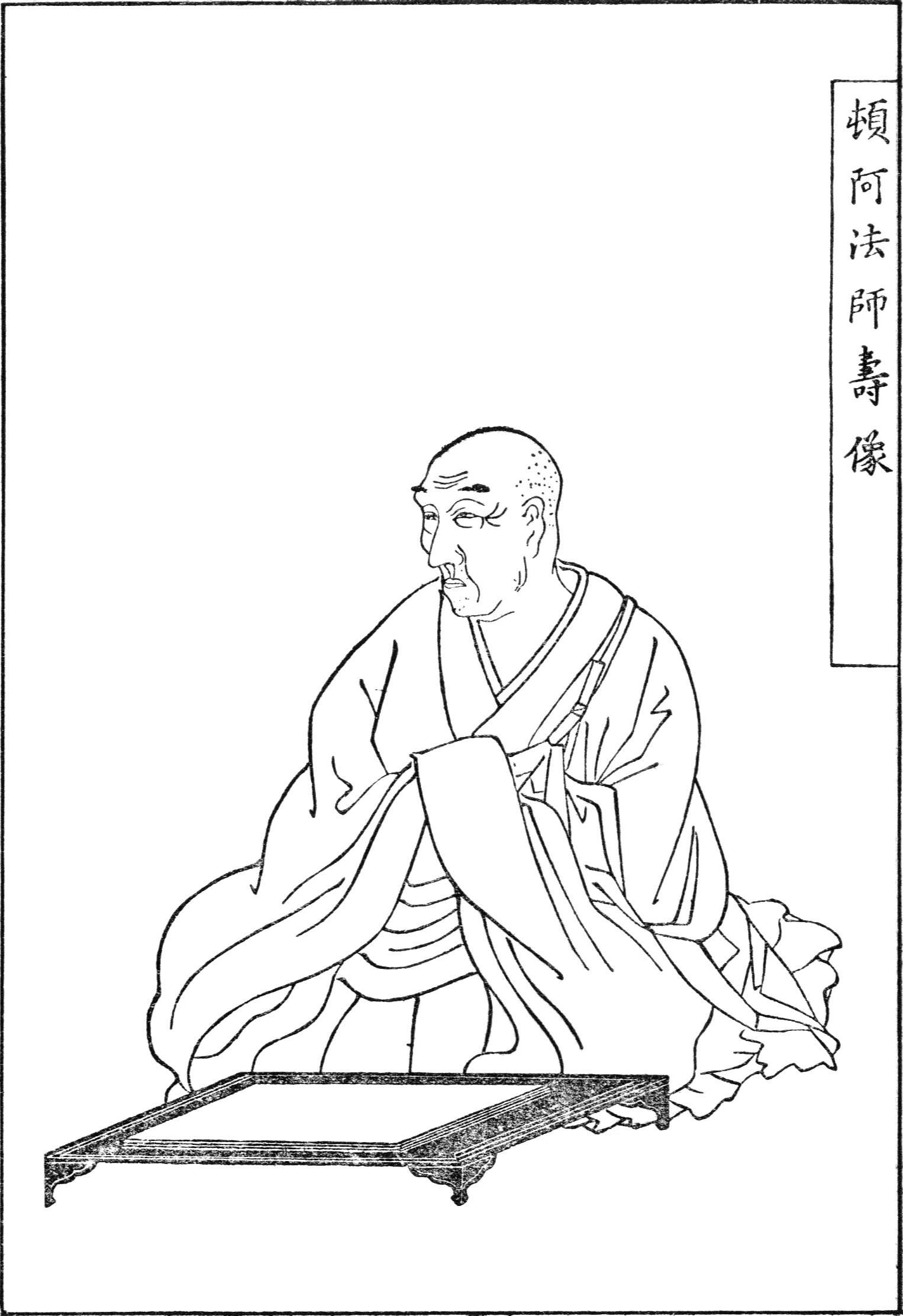
頓阿（二階堂貞宗）

頓阿（とんあ / とんな、正応2年（1289年）- 文中元年/応安5年3月13日（1372年4月17日））は、鎌倉時代後期から南北朝時代の僧・歌人。父は二階堂氏一族の二階堂光貞（みつさだ）とされるが、藤原師実の子孫という説もある。俗名は二階堂貞宗（にかいどう さだむね、｢貞｣字は父・光貞または生まれた当時の執権北条貞時の1字、｢宗｣字は光貞の父・二階堂宗実（むねざね）の1字と思われる）。子に僧・歌人の経賢がいる。

## 略歴
若い頃に比叡山で篭居して天台教学を学び、その後高野山でも修行。20歳代後半に金蓮寺の真観に師事し時衆となった。西行の史蹟を慕って諸国を行脚、京都東山双林寺の西行の旧跡に草庵を構えるなど隠遁者の生活を送った。二条為世に師事して活躍、二条派（歌道）再興の祖とされ、20歳代で慶運・浄弁・兼好とともに和歌四天王の一人とされた。地下（じげ）の歌人であり、歌壇での活躍は晩年であった。「新拾遺和歌集」撰進の際には撰者二条為明（ためあき、為世の次男・為藤の子）が選集の途中で亡くなったことから、頓阿がそれを引き継いで完成させたが、撰者となったのは76歳の時である。北朝の実力者二条良基（二条派とは別系の五摂家の一つ、二条家の当主）の保護を受けた。
『続千載集』以下の勅撰和歌集に44首が入集。著書に『井蛙抄』、『愚問賢註』などがある。